# Флинн, Джеймс
Джеймс Роберт Флинн (англ. James Robert Flynn; 1934, Чикаго — 11 декабря 2020) — новозеландский философ и психолог американского происхождения, профессор-эмерит по политическим и психологическим исследованиям из Университета Отаго.
Проводил исследования в области динамики коэффициента умственного развития (IQ) в разных странах мира за длительный период и показал, что этот коэффициент непрерывно возрастал в течение 50 лет (Эффект Флинна). Его научные интересы находятся в области человеческого идеала, классической и политической философии, а также IQ. 
Изначально собирался изучать чистую математику или теоретическую физику, однако в итоге сделал выбор в пользу моральной и политической философии. На протяжении своей жизни придерживался левых идей демократического социализма, в молодости вступил в Социалистическую партию Америки и участвовал в борьбе за гражданские права. С 1963 года жил в Новой Зеландии.

## Научные труды

### Монографии
- Humanism and Ideology: an Aristotelian View, London and Boston: Routledge & Kegan Paul, 1973, ISBN 0-7100-7442-5
- Race, IQ and Jensen by James R. Flynn, 1980.
- Asian Americans : Achievement Beyond IQ by James R. Flynn, 1991.
- Humanism and Ideology (Studies in Ethics and Philosophy of Religion) by James R. Flynn, 2003.
- How to defend humane ideals: substitutes for objectivity, Lincoln, Neb.: University of Nebraska Press[англ.], 2000, ISBN 0-8032-1994-6
- Where Have All the Liberals Gone?: Race, Class, and Ideals in America, Cambridge, UK and New York: Cambridge University Press, 2008, ISBN 978-0-521-49431-1
- Flynn, James R. (2009), What Is Intelligence: Beyond the Flynn Effect (expanded paperback ed.), Cambridge: Cambridge University Press, ISBN 978-0-521-74147-7 {{citation}}: Неизвестный параметр |laydate= игнорируется (справка); Неизвестный параметр |laysummary= игнорируется (справка)
- The Torchlight List: Around the World in 200 Books, New Zealand: Awa Press, 2010, ISBN 978-0-9582916-9-9
- Fate & Philosophy: A Journey through Life's Great Questions, New Zealand: Awa Press, 2012, ISBN 978-1-877551-32-1
- Flynn, James R. (2012), Are We Getting Smarter? Rising IQ in the Twenty-First Century, Cambridge: Cambridge University Press, ISBN 978-1-107-60917-4 {{citation}}: Неизвестный параметр |laydate= игнорируется (справка); Неизвестный параметр |laysummary= игнорируется (справка)
- Flynn, James R. (2013), Intelligence and Human Progress: The Story of What was Hidden in our Genes (l ed.), Elsevier Inc, ISBN 9780124170186

### Статьи
- Flynn, J. R. (1984). The mean IQ of Americans: Massive gains 1932 to 1978. // Psychological Bulletin[англ.], 95, 29-51.
- Flynn, J. R. (1987). Massive IQ gains in 14 nations: What IQ tests really measure. // Psychological Bulletin[англ.], 101, 171—191.
- Race, IQ and Jensen, London and Boston: Routledge & Kegan Paul, 1980, ISBN 0-7100-0651-9 — Reviews the debate, as of 1980, about the research of Arthur Jensen and his critics.
- Flynn, James R. (1984), The Mean IQ of Americans: Massive Gains 1932 to 1978 (PDF), Psychological Bulletin[англ.], 95: 29–51, doi:10.1037/0033-2909.95.1.29
- Flynn, James R. (March 1987), Massive IQ Gains in 14 Nations: What IQ Tests Really Measure (PDF), Psychological Bulletin[англ.], 101 (2): 171–191, doi:10.1037/0033-2909.101.2.171
- Asian Americans : Achievement Beyond IQ, Hillsdale, N.J.: L. Erlbaum Associates, 1991, ISBN 0-8058-1110-9
- Flynn, James R. (1998), IQ Gains over Time: Toward Finding the Causes, in Neisser, Ulric (ed.), The Rising Curve: Long-Term Gains in IQ and Related Measures, Washington (DC): American Psychological Association, pp. 25–66, ISBN 978-1-55798-503-3
- Flynn, James R. (1999), Searching for Justice: The Discovery of IQ Gains over Time (PDF), American Psychologist, 54 (1): 5–20, doi:10.1037/0003-066X.54.1.5, Архивировано (PDF) 27 марта 2014
- Flynn, James R. (2000), IQ Gains, WISC Subtests and Fluid g: g Theory and the Relevance of Spearman's Hypothesis to Race, in Bock, Gregory; Goode, Jamie; Webb, Kate (eds.), The Nature of Intelligence (Novartis Foundation Symposium 233), Chichester: Wiley, pp. 202–227, ISBN 978-0471494348
- Flynn, James R. (2000), IQ Trends over Time: Intelligence, Race, and Meritocracy, in Arrow, Kenneth; Bowles, Samuel; Durlauf, Steven (eds.), Meritocracy and Economic Inequality, Princeton (NJ): Princeton University Press, pp. 35&–60, ISBN 978-0-691-00468-6 {{citation}}: Неизвестный параметр |laydate= игнорируется (справка); Неизвестный параметр |laysummary= игнорируется (справка)
- Dickens, W. T.; Flynn, J. R. (2001), Heritability estimates versus large environmental effects: The IQ paradox resolved (PDF), Psychological Review, 108 (2): 346–369, doi:10.1037/0033-295X.108.2.346, PMID 11381833